# Scheepvaarthuis

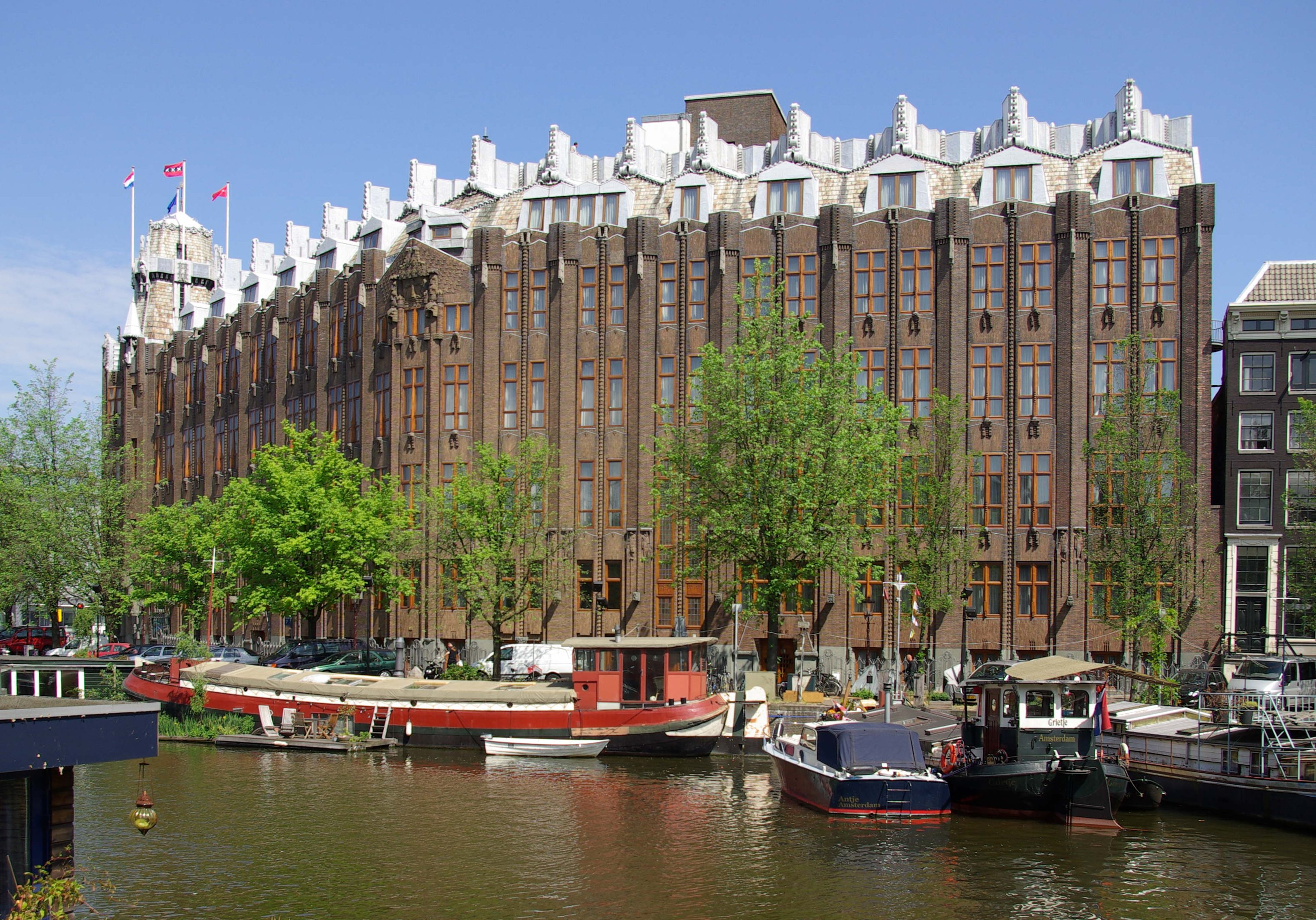
Scheepvaarthuis in Amsterdam

Das Scheepvaarthuis (deutsch: Schifffahrtshaus) an der Prins Hendrikkade in Amsterdam wurde 1913 als gemeinsames Bürogebäude für sechs Amsterdamer Schifffahrtsgesellschaften gebaut. Das Gebäude, das an der westlichen Spitze des Waalseilands steht, wird allgemein als das erste Gebäude angesehen, das vollständig im Stil der Amsterdamer Schule errichtet wurde. Seit Juni 2007 wird das Gebäude als Grand Hotel Amrâth Amsterdam genutzt.

## Planung
Auftraggeber des neuen Büros waren sechs Amsterdamer Reedereien: die Stoomvaart Maatschappij Nederland (SMN), die Koninklijke Paketvaart Maatschappij (KPM), die Java-China-Japan Line (JCJL) und die Koninklijke Nederlandsche Stoomboot Maatschappij (KNSM) mit ihrer Tochtergesellschaft Nieuwe Rijnvaart Maatschappij (NRM) sowie die 1912 erworbene Koninklijke West-Indische Maildienst (KWIM). Für den Bau gründeten sie eine Aktiengesellschaft, die NV Kantoorgebouw 'Het Scheepvaarthuis', mit einem Kapital von 1 000 000 Gulden. Das Gebäude wurde auf einem 1400 Quadratmeter großen Grundstück an der Ecke Prins Hendrikkade und Binnenkant geplant. Dies erforderte den Abriss von dreizehn Gebäuden, nämlich der Häuser 108 bis 114 an der Prins Hendrikkade und 1 bis 6 an der Binnenkant.

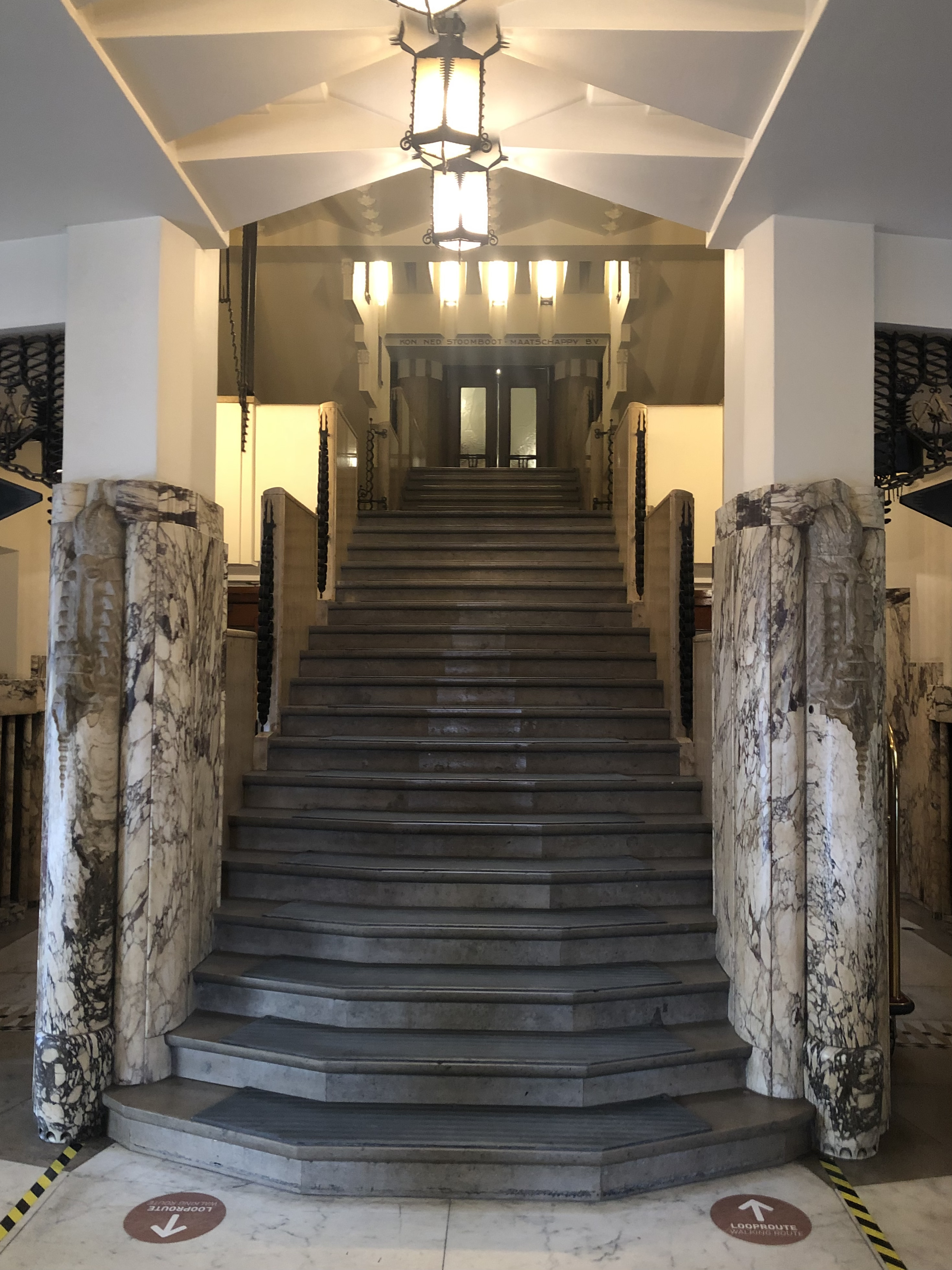
Vestibül

## Entwurf
Mit der Planung und dem Bau des Gebäudes wurden die Gebrüder Johan Godart und Adolf Daniël Nicolaas van Gendt von Van Gendt A. Lzn beauftragt, die für die technische Ausführung und den Entwurf des Betonskeletts verantwortlich waren. Den architektonischen Entwurf überließen sie dem damals noch relativ unbekannten Architekten Jo van der Mey. Die späteren Architekten der Amsterdamer Schule Michel de Klerk und Piet Kramer waren ebenfalls beteiligt. Darüber hinaus hat eine große Anzahl von Künstlern zu den zahlreichen Dekorationen sowohl im Außen- als auch im Innenbereich des Gebäudes beigetragen. Das Gebäude sollte als praktisches, modernes und funktionales Bürogebäude dienen und gleichzeitig auf die reiche Schifffahrtstradition der Niederlande verweisen. In und an dem Gebäude, das an der Stelle errichtet wurde, an der Cornelis Houtman 1595 seine erste Reise nach Ostindien antrat, finden sich daher zahlreiche Symbole, die von diesem Bewusstsein zeugen.
Der Grundriss des Gebäudes hat die Form eines Schiffes, wobei die Verwaltungsbüros in den verschiedenen Stockwerken am Bug untergebracht sind. Das Gebäude hat sieben Stockwerke: Keller, Erdgeschoss, erster, zweiter und dritter Stock sowie ein Dachgeschoss. Der Haupteingang an der Ecke Prins Hendrikkade/Binnenkant wird von einem Turmstumpf gekrönt, der mit kupferfarbenem englischem Schiefer verkleidet ist. Die Dachkante aus Blei hat die Form von Schiffstauen, Wellen und Fischköpfen.

## Architektur
Der erste Bauabschnitt (1913/1916) sah bereits die zwölf Jahre später (1926/1928) fertiggestellte Erweiterung vor; für beide Bauabschnitte wurden die Ziegel zur gleichen Zeit gebrannt, um Farbunterschiede zu vermeiden. Verschiedene Arten von Ziegeln, Ziereisen, Buntglas, exotisches Hartholz und Textilien wurden in großen Mengen verwendet. Die verwendeten Materialien waren extrem teuer: verschiedene Ziegelarten und Formen für Profil- oder Formsteine wurden speziell entwickelt. Neben Terrakotta wurden auch viele wertvolle Natursteine wie Granit, verschiedene Marmorarten und Dioritporphyr verwendet.

## Innenbereich

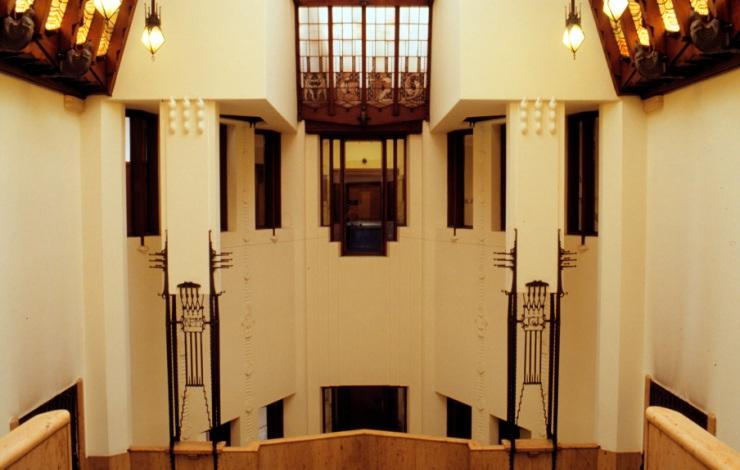
Treppenhaus

Das reich verzierte zentrale Treppenhaus, die Verwaltungsräume in den oberen Stockwerken an der Ecke der Prins Hendrikkade und der Binnenkant sowie der große Sitzungs- oder Beratungssaal an der Prins Hendrikkade sind besondere Merkmale.

### Treppenhaus
Die Schmiedeeisenarbeiten im zentralen Treppenhaus bilden eine Verbindung zwischen den Stockwerken und erwecken den Eindruck, die Stockwerke zu tragen. Das Treppenhaus wird von einem Farbglasdach abgeschlossen, das – wie fast alle anderen Glaskunstarbeiten im Gebäude – von dem Glaser Willem Bogtman ausgeführt und möglicherweise auch entworfen wurde.

### Sitzungssaal
Der große Versammlungs- oder Beratungsraum im dritten Stock wurde vollständig von dem Architekten für Schiffsinterieurs Theo Nieuwenhuis entworfen. Die Vertäfelung besteht aus dunklem Tropenholz wie Mahagoni, Ebenholz und Koromandel. Bei einer Renovierung im Jahr 1972 wurden die Buntglasfenster verkürzt, um mehr Licht hereinzulassen, die ursprünglichen Wandverkleidungen wurden in einem helleren Farbton erneuert und die ursprünglichen Wand- und Deckenlampen sowie der Kronleuchter wurden entfernt. Der ursprüngliche Kronleuchter aus durchbrochenem Messing wurde 1974 wieder angebracht. Dies war bei der übrigen Originalbeleuchtung nicht der Fall.

## Historischer Überblick

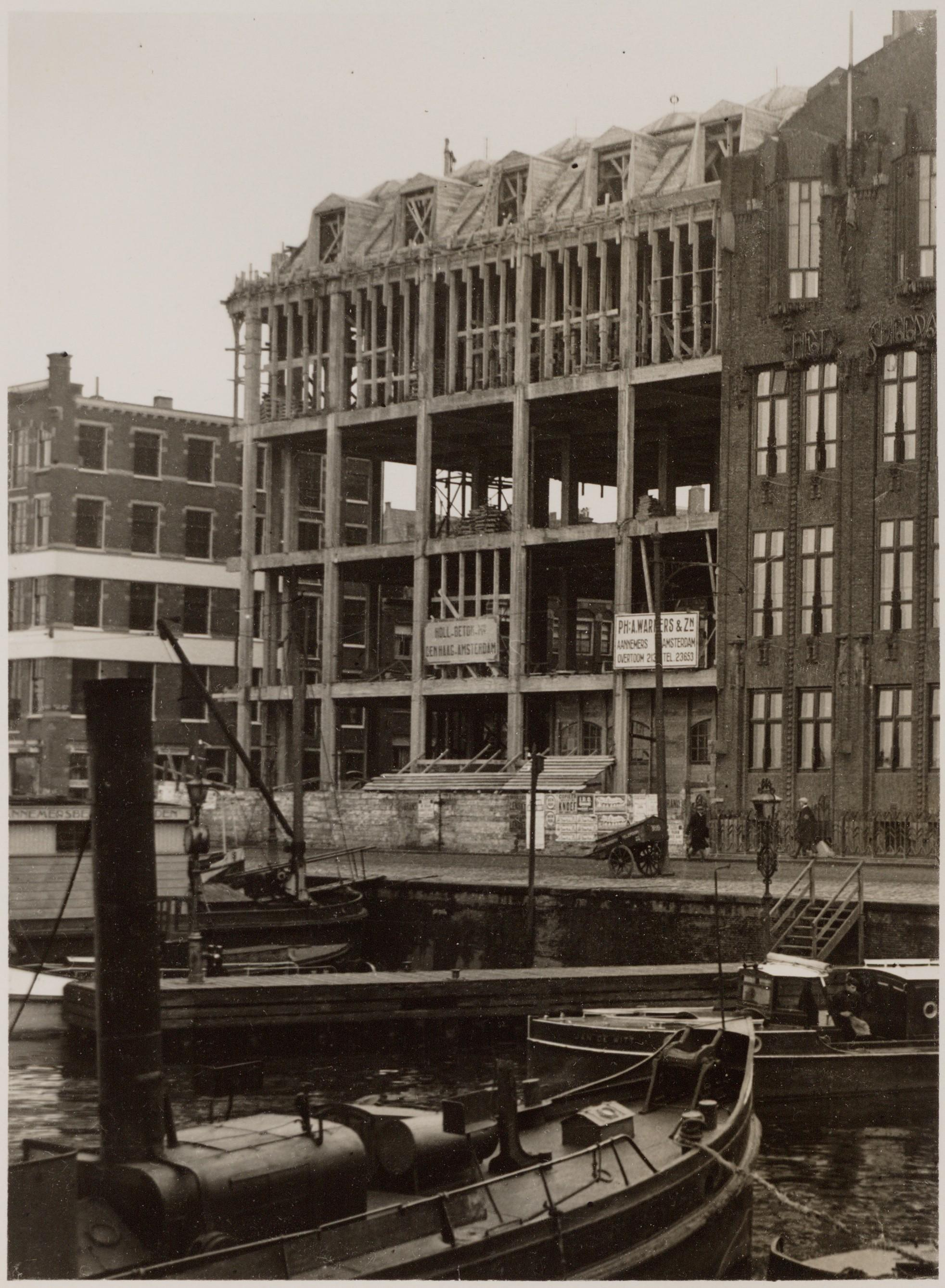
Die Umsetzung der bereits geplanten Erweiterung im Jahr 1927

- 1912 – Johan Melchior van der Mey wird mit dem Entwurf des Schifffahrtshauses unter der Schirmherrschaft der NV Kantoorgebouw Het Scheepvaarthuis beauftragt, an der sechs führende Amsterdamer Schifffahrtsgesellschaften beteiligt sind, darunter die Koninklijke Nederlandsche Stoomboot Maatschappij und die Stoomvaart Maatschappij Nederland.
- 1913 – Beginn der Bauarbeiten.
- 1914/1916 – Eröffnung des ersten Abschnitts mit den sechs Amsterdamer Reedereien als Nutzer/Eigentümer.
- 1926/1928 – Erweiterung mit Eröffnung des zweiten Abschnitts.
- 1942 – Beschlagnahme durch die deutsche Sozialverwaltung. Die Schifffahrtsgesellschaften müssen ihre Unterkünfte auf den dritten und vierten Stock beschränken.
- 1945 – Die Schifffahrtsgesellschaften besetzen jeweils ihr eigenes Stockwerk und beginnen mit dem Wiederaufbau ihrer Flotte.
- 1953 – Die Reedereien erwägen eine endgültige Fertigstellung des Gebäudes; mit einer dritte Abschlusswand des Dreiecksgrundrisses.
- 1974 – Eintragung als nationales Kulturdenkmal.[1]
- 1979 – Verkauf an Caransa, die es 1983 für 14 000 000 Gulden an die Gemeinde weiterverkaufte.
- 1983 – Beauftragung durch die Amsterdamer Verkehrsbetriebe Gemeentevervoerbedrijf als Hauptsitz des Unternehmens.
- 1998 – Verkauf an die Familie Van Eijl, die auch Eigentümer und Geschäftsführer der Amrâth Hôtels & Restaurants ist. In der Zwischenzeit wurde in Zusammenarbeit mit dem Bureau Monumenten en Archeologie (Büro für Denkmäler und Archäologie) und unter der Aufsicht des Architekturbüros Van Hoogevest die Fassade einschließlich der Schmiedeeisenarbeiten restauriert.
- 2004 – Der Amsterdamer Verkehrsbetrieb zieht vom Schiffahrtshaus in den Arlandaweg um.
- 2005 – Beginn des Umbaus zu einem Fünf-Sterne-Hotel.
- 2007 – Eröffnung des Grand Hotel Amrâth Amsterdam.

## Nutzung als Hotel

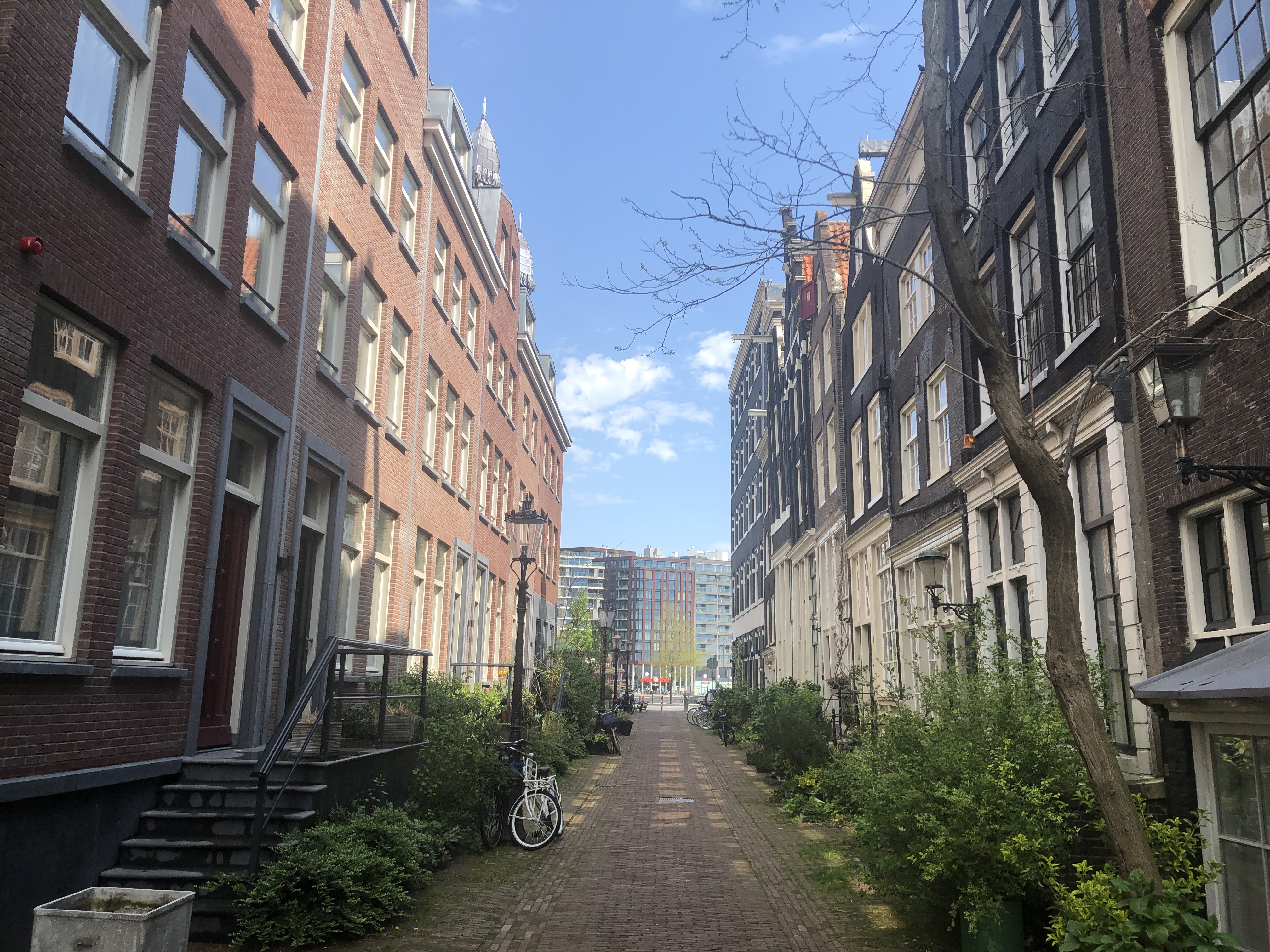
Links die Erweiterung des Hotels im Jahr 2018, das als Amsterdamer Bauwerk konzipiert ist

Nachdem die letzte Reederei das Gebäude 1981 verlassen hatte, wurde das Scheepvaarthuis im August 1983 von der Städtischen Verkehrsgesellschaft bezogen. Im Jahr 2004 zog der GVB in den Arlandaweg um. Am 8. Juni 2007 wurde das Gebäude nach einer umfassenden Renovierung in ein Fünf-Sterne-Deluxe-Hotel/Restaurant/Tagungszentrum mit dem Namen Grand Hotel Amrâth Amsterdam umgewandelt, das den Amrâth Hôtels gehört. Das Hotel verfügt über 165 Hotelzimmer, davon 22 Suiten, acht Bankett- und Tagungsräume, das Restaurant Seven Seas, eine Bar/Lounge und ein Wellness-Center.
Ray Kentie, ein Architekt aus Amsterdam, wurde 2005 mit der Renovierung des Scheepvaarthuis beauftragt. Bei der Gestaltung des Interieurs ließ sich Ray Kentie von dem ursprünglichen luxuriösen Jugendstil inspirieren. Gemäß der Tradition des Gesamtkunstwerks lud er Künstler wie Gerti Bierenbroodspot und Christie van der Haak ein, die Renovierung zu vollenden.
Die Gemälde und Skulpturen von Bierenbroodspot mit Muscheln, Fischen, Meerjungfrauen und Seeungeheuern sind in allen Zimmern und Fluren zu sehen, und auf dem Grund des Swimmingpools befinden sich sogar handgemalte Delfter Delphine. Gerti Bierenbroodspot hat auch das im Restaurant verwendete Porzellan entworfen.
Christie van der Haak hat die Inneneinrichtung der Zimmer, des Restaurants und der Bar entworfen und sich dabei von Mustern von Theo Nieuwenhuis inspirieren lassen. Die Damastservietten wurden in den Werkstätten des Nationalen Niederländischen Textilmuseums handgewebt. Eine riesige, prächtige Meerjungfrau aus Bronze, die von Luigi Galligani geschaffen wurde, begrüßt die Gäste im Restaurant Seven Seas.
2018 wurde das Hotel auf der Rückseite durch einen von Ray Kentie entworfenen neuen Gebäudetrakt mit einem Parkhaus und 40 Hotelzimmern erweitert. Architektonisch schließt der Anbau an die bestehenden Fassaden der Häuser an der Binnenkant und der Buiten Bantammerstraat an und ist als unterschiedliches Gebäude mit eigenen Eingängen konzipiert.